# FC Viktoria 1889 Berlín
El Fußball-Club Viktoria 1889 Berlin Lichterfelde-Tempelhof es un equipo de fútbol de Alemania, con sede en Lichterfelde localidad de Berlín. El club se formó en 2013 en una fusión entre el BFC Viktoria 1889 y Lichterfelder FC. Con 1600 miembros activos, el club tiene el departamento de fútbol más grande de Alemania. Juega en la NOFV-Oberliga.

## Historia

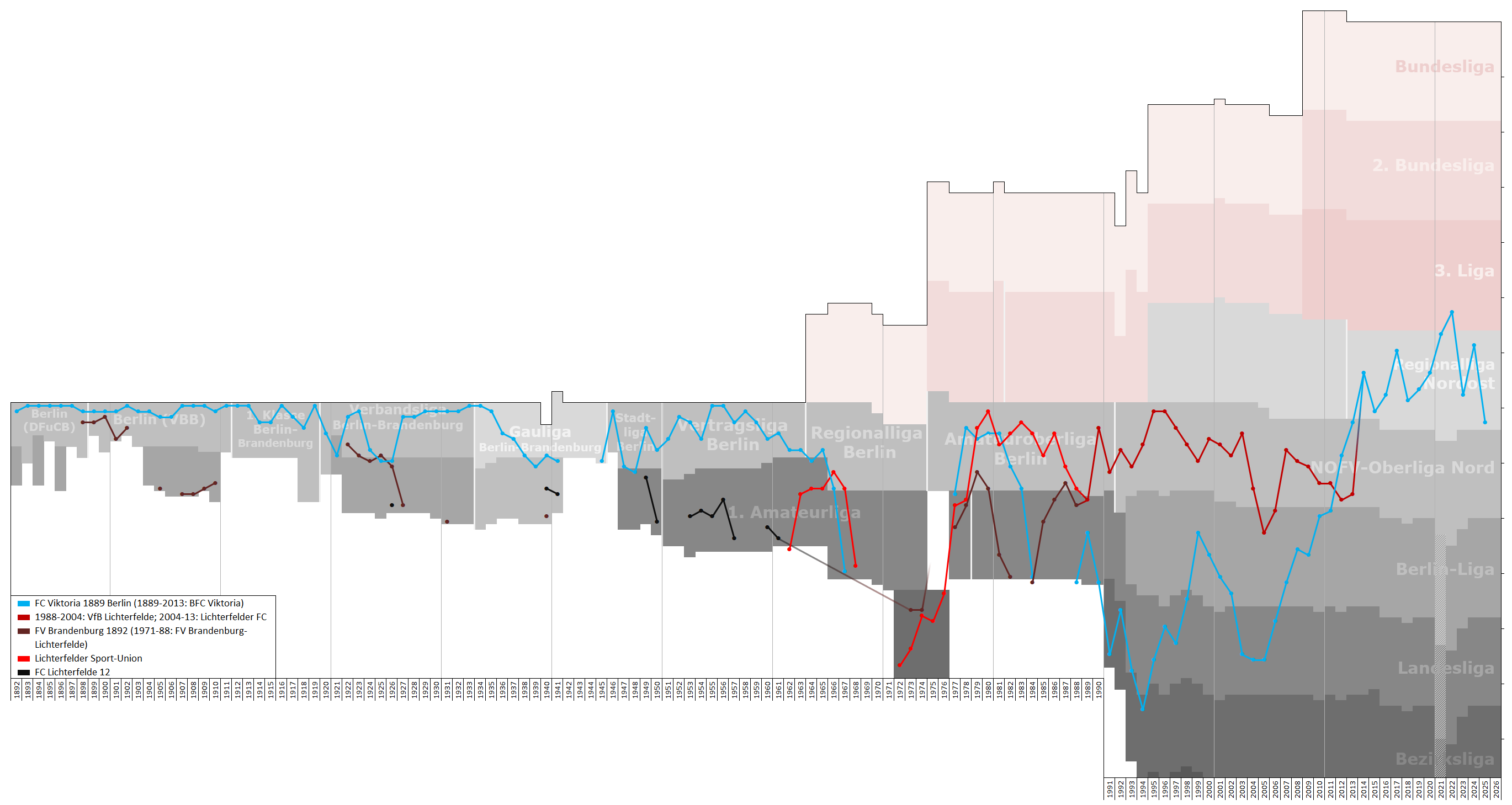
Desempeño en la liga de Viktoria Berlín

BFC Viktoria 1889 Berlín se formó en una fusión de BFC Viktoria 1889, uno de los clubes de fútbol más antiguos de Alemania, y el Lichterfelder FC, un club que había sufrido varios cambios de nombre y fusiones antes.
Desde la fusión, Viktoria Berlín ha estado jugando en la Regionalliga Nordost, cortesía del título obtenido en la temporada 2012-13 en la NOFV-Oberliga Nord ganado por BFC Viktoria 1889.
El club ganó el Berliner Landespokal, la competencia de copa local en Berlín, en 2014 y, por lo tanto, se clasificó para la primera ronda de la DFB-Pokal 2014-15 donde perdió 2-0 ante el club de la Bundesliga Eintracht Frankfurt.

### Después de la fusión
Después de que una fusión falló en 2002, ambos clubes comenzaron con éxito nuevamente en marzo de 2013. A finales de mayo de 2013, los miembros de ambos clubes aprobaron la fusión el 1 de julio de 2013. El club adoptó el color de la camisa azul claro del BFC Viktoria 1889. El escudo de armas fue adoptado en gran medida, pero el rojo del LFC se agregó al logotipo azul y blanco de Viktoria. En la primera temporada después de la fusión el equipo alcanzó el octavo lugar. Desde la temporada 2013-14, el primer equipo ha jugado en la Regionalliga Nordost. En la primera temporada, además de un respetable octavo lugar en la liga, se alcanzó la final de la Copa del Estado de Berlín. En esto, Viktoria prevaleció en el Jahn-Sportpark con 2-1 contra el equipo de la liga de Berlín Tasmania Berlín y por lo tanto se clasificó para la primera ronda principal de la Copa DFB en el siguiente temporada, esto comenzó bastante mezclado. Aunque el club pudo lograr un aceptable 0:2 contra el club de la Bundesliga Eintracht Frankfurt en la DFB-Pokal, Berlín no estuvo a la altura de las expectativas en la liga, por lo que ese entrenador en jefe Thomas Herbst fue removido el 6 de noviembre de 2014, en el lugar 15. Fue seguido por Mario Block, quien fue liberado a fines de marzo después de que él tampoco pudo hacer los cambios necesarios en el equipo. El equipo permaneció en el puesto 15 hasta el final de la temporada, pero no descendió porque el VFC Plauen tuvo que relegar y el 1. FC Union Berlin retiró a su segundo equipo del juego.
En la siguiente temporada, inicialmente no hubo consistencia en la posición de entrenador. Robert Jaspert comprometido al comienzo de la temporada canceló su contrato después de un comienzo con solo 6 puntos de 10 juegos a petición propia. Su sucesor fue Ersan Parlatan, quien anteriormente trabajó en el equipo de entrenamiento de TSG Neustrelitz y ya había entrenado al club predecesor BFC Viktoria 1889 de 2010 a 2011. Bajo su liderazgo, fue el tercer mejor equipo en la segunda mitad de la temporada terminó en duodécimo. En mayo de 2018, el club anunció que estaba trabajando con el Advantage Sports Union (ASU) del inversor de Hong Kong, China Alex Zheng, que también está activo en el club francés de primera división OGC Nice y el club de segunda división de Estados Unidos Phoenix Rising.
A principios de diciembre de 2018, la asociación presentó una solicitud de insolvencia ante el Tribunal Local de Charlottenburg. La razón de esto habría sido "falta de pagos del inversor chino". Debido a la solicitud de insolvencia, se dedujeron nueve puntos por parte de la asociación. Se podrían evitar cosas peores, por lo que el administrador de la insolvencia, junto con la junta, pudo asegurar el financiamiento interino para la operación continua del juego a fines de enero de 2019. Sin embargo, esto también requirió numerosas salidas para reducir los costos del equipo.
En la temporada 2018-19, el 30 de abril, tres juegos antes del final de la temporada, en el noveno lugar en la Regionalliga Nordost, el club se separó del entrenador Jörg Goslar, cuyo contrato al final de la temporada no se había extendido de todos modos. Para los últimos juegos de liga y la final de la Copa del Estado de Berlín, el entrenador asistente anterior Alex Arsovic se hizo cargo de forma interina. Con una victoria por 1-0 sobre el Tenis Borussia Berlín, el club ganó la Copa del Estado de Berlín 2018-19. El nuevo entrenador en jefe fue Benedetto Muzzicato el 1 de julio de 2019.

## Palmarés
- Regionalliga Nordost (1): 2020–21
- Berlín Cup (2): 2014, 2019